# Moros, Zaragoza
Moros là một đô thị ở tỉnh Zaragoza, Aragon, Tây Ban NhaDân số năm 2006 khoảng 478 người.

## Biến động dân số
| 1900  | 1910  | 1920  | 1930  | 1940  | 1950  | 1960  | 1970  | 1981 | 1991 | 1996 |  |
| ----- | ----- | ----- | ----- | ----- | ----- | ----- | ----- | ---- | ---- | ---- |  |
| 1.188 | 1.410 | 1.428 | 1.419 | 1.333 | 1.361 | 1.187 | 1.012 | 1742 | 575  | 555  |  |

## Địa điểm và khí hậu
Moros nằm trong dãy núi được biết đến như là Sistema Ibérico. Nó nằm trong thung lũng sông Manubles, một chi lưu của sông Jalón. Các Manubles uốn lượn quanh những tảng đá mà Moros đứng.
Moros có nhiệt độ trung bình là 12,7 °C (54,9 °F) với lượng mưa hàng năm là 410 mm (16 inch).

## Các điểm độc đáo
Moros là một trong những làng quê đẹp và hấp dẫn nhất trong khu vực. Các đường phố hẹp của nó zigzag từ quảng trường ở độ cao cao nhất xuống dưới lòng sông dưới lòng đất. Các ngôi nhà là đặc điểm chính của thị trấn. Hàng trăm ngôi nhà đã được xây dựng chặt chẽ vào phía nắng của ngọn núi. Chúng được xây dựng bằng bùn và được trang trí với gạch ốp ngọc đỏ ướp lạnh. Mỗi tầng nhà tăng lên phía trên bên dưới để đón ánh mặt trời khi nó bay lên qua thung lũng.
Dòng sông bên dưới các vườn và vườn cây ăn trái. Các thiết lập nổi tiếng với sự tĩnh lặng và im lặng của nó. Hai cây cầu trong khu vực băng qua sông.

## Các địa danh
Moros đặt trên biên giới thời trung cổ tách các vương quốc Hồi giáo (Moorish) và Thiên chúa giáo. Moros là tiếng Tây Ban Nha cho Moors. Sau khi trục xuất người Moor, nó đã leo lên Vương quốc Aragon và Vương quốc Castile. Do đó thị trấn cho thấy ảnh hưởng của nhiều nền văn hóa.